# Mausolée du Sultan Hazrat
 (décembre 2023).
Le mausolée de Hazrat Sultan est un site commémoratif situé dans le village de Shut, dans le quartier de Koʻhsor, dans le district de Kitob de la région de Kachkadaria. Il remonte aux XIIe et XIIIe siècles. Selon les droits de propriété non résidentielle, il est considéré comme une propriété de l'État, géré sous la juridiction du département du patrimoine culturel de la région de Kachkadaria (sur la base des droits de gestion opérationnelle). Il est désigné comme une propriété appartenant à l'État conformément à l'accord d'utilisation du fonds communautaire caritatif « Vaqf ».
Par la décision du Cabinet des ministres de la République d'Ouzbékistan en date du 24 février 2021, concernant des mesures supplémentaires pour développer le tourisme interne et le tourisme de pèlerinage, les biens immobiliers constituant le patrimoine culturel matériel ont été inclus dans la liste nationale et bénéficient d'une protection étatique.

## Structure
La partie ancienne du mausolée de Hazrati Sulton se compose d'un long corridor qui mène au site de pèlerinage voûté par un large chemin pavé. Il y a trois dômes qui recouvrent le site de pèlerinage. Le mausolée a été reconstruit entre les XVIe et XVIIIe siècles,. Il a ensuite été rénové une nouvelle fois en 1895.

## Emplacement
Le mausolée de Hazrati Sulton est situé au point le plus élevé de l'Ouzbékistan, connu sous le nom de Khazret Sultan. Ce sommet est situé dans la chaîne de montagnes de Hisor et son altitude est de 4 643 mètres,.
Le site de pèlerinage de Hazrati Sulton est situé à 82 kilomètres au nord-est de Shahrisabz, dans le district de Kitob. Il se trouve à la jonction des chaînes de montagnes de Zeravchan et de Hisor, qui sont adjacentes au territoire de la République du Tadjikistan.
Le mausolée de Hazrati Sulton est considéré comme le site de pèlerinage le plus élevé en termes d'altitude à l'intérieur des frontières de l'Ouzbékistan. Il est situé à une altitude de 4 067 mètres au-dessus du niveau de la mer. En raison de sa haute altitude, visiter le site de pèlerinage présente certains défis, et en conséquence, peu de personnes ont eu l'opportunité jusqu'à présent d'effectuer le pèlerinage.

## Appellation
Le mausolée de Hazrati Sulton et le col de montagne sont également célèbres parmi les gens sous les noms de « Kohi Tavba » et « Avgoyi Qiyomat ». De plus, il existe plusieurs légendes populaires sur le col de montagne, et en raison de son association avec un pouvoir divin, monter à cet endroit et capturer son image est considéré comme un défi difficile et miraculeux.